# Luna 23
Luna 23 (ryska: Луна-23) var en sovjetisk rymdsond i Lunaprogrammet. Rymdsondens huvuduppgift var att ta ett markprov på månen och återföra det till jorden. Farkosten välte vid landningen på månen.
Rymdsonden sköts upp den 28 oktober 1974, med en Proton-K/D raket. Farkosten gick in i omloppsbana runt månen den 2 november 1974. Den 6 november 1974 påbörjades landningen.
I mars 2012 tog NASA:s Lunar Reconnaissance Orbiter bilder av Luna 23s landningsplats som bekräftade att farkosten vält.

### Fotnoter
1. ↑  ”NASA Space Science Data Coordinated Archive” (på engelska). NASA. https://nssdc.gsfc.nasa.gov/nmc/spacecraft/display.action?id=1974-084A. Läst 25 mars 2020.